# Jackson (sång)
Jackson är en sång skriven av Jerry Leiber och Billy Edd Wheeler om ett gift par som upptäcker att "lågan" i deras relation slutat glöda, och vill åka till en stad vid namn Jackson (troligen Jackson, Mississippi eller Jackson, Tennessee) där de hoppas välkomnas som mer anpassade till stadens livliga nattliv.

## Coverversioner
- Låten låg på The Kingston Trios Sunny Side! 1963. Den dialogen var mellan en far och hans son, varför texten senare ändrats.
- Johnny Cash och June Carter vann Grammy Award 1968 för sin inspelning av låten. Johnny Cash sjöng den också med Miss Piggy i The Muppet Show som ett medley med "Orange Blossom Special". Låten framfördes av Joaquin Phoenix och Reese Witherspoon (som spelade Johnny Cash och June Carter) i filmen Walk the Line 2005.
- Nancy Sinatra och Lee Hazlewood spelade in låten i en version som 1967 nådde topplaceringen #14. Låten fanns 1967 i TV-pecialaren Movin' With Nancy, med Nancy Sinatra, släppt till hemvideo år 2000.
- Larz-Kristerz spelade in låten på albumet Om du vill 2009. [1]
- Jenny Morris och INXS spelade in en version 1983.
- Låten spelades också in av det brittiska bandet Brakes, i duett med Liela Moss i The Duke Spirit, på debutalbumet Give Blood 2005.
- Countryparodisten Cledus T. Judd spelade in en parodi vid namn "Jackson (Alan That Is)" på albumet I Stoled This Record 1996. Parodin handlar om en man som är oroad över sin frus intresse för Alan Jackson; och lånar också inslag från Alan Jacksons hitlåt "Chattahoochee" 1994.
- Bandet Pansy Division spelade 1995 in en parodicover på albumet Pile Up.
- En svenskspråkig version, inspelad 1967 med Towa Carson och Mats Olsson, har titeln Laxå.[2]
- En annan cover selades 2004 av Hem på albumet Eveningland, då i långsammare tempo.
- Die Toten Hosen har också spelat in låten.
- Trixie Mattel och Orville Peck spelade in låten 2021.

### Fotnoter
1. ↑  ”Svensk mediedatabas”. http://smdb.kb.se/catalog/id/002562567. Läst 9 maj 2011.
2. ↑  ”Svensk mediedatabas”. Kungliga biblioteket. http://smdb.kb.se/catalog/id/001466760. Läst 13 september 2012.